# Ман ібн Мухаммад
Абу'л-Ахвас Ман ібн Мухаммад ібн Самадін аль-Таджибі (араб. أبو الأحوص معن بن صمادح التجيبي; бл. 1010 — 1051) — емір Альмерійської тайфи в 1044—1051 роках.

## Життєпис
Походив з роду Самадіхідів, гілки клану Таджибідів, що правив Сарагоською тайфою. Син військовика Абу Ях'ї Мухаммада ібн Ахмада ібн Сумадіха, що перебував на службі кордовських халіфів. Він помер близько 1028 року.
Кар'єрі Мана ібн Мухаммада сприяв шлюб на сестрі (або доньці) Абд аль-Азіза, еміра Валенсії. 1038 року, коли війська останнього захопили Альмерію, то Мана ібн Мухаммада було призначено її намісником.
Ймовірно у 1041 році спільно з Абу Бакром ібн Тахіром, валі (намісником) Мурсії, повстав проти влади Абд аль-Азіза, але зазнав поразки. Втім емір Валенсії, з огляду на влив Мана в Альмерії залишив того на посаді. У 1044 році він став фактично незалежним правителем Альмерії, скориставшись протистоянням Абд аль-Азіза з Денійською тайфою. У 1047 році відбив напад валенсійського еміра на Альмерію, закріпивши за собою титул еміра. Помер 1051 року. Йому спадкував син Абу Ях'я Мухаммад аль-Мутасім.